# 血と砂 (1941年の映画)
『血と砂』（ちとすな、原題：Blood and Sand）は、1941年のアメリカ映画。恋愛映画。
ビセンテ・ブラスコ・イバニェス原作の同名小説を原作とする。この小説は1922年、ハリウッドで"Blood and Sand"（日本語題名はそのまま『血と砂』）としてルドルフ・ヴァレンティノ主演で最初に映画化された。2度目の映画化となる今回は、大プロデューサーとして知られたダリル・F・ザナックがプロデュース、ルーベン・マムーリアンが監督し、配給は20世紀フォックス社であった。なお劇中の挿入歌「愛のロマンス」は、ナルシソ・イエペスによって「禁じられた遊び」と曲名を変えてリメイクされた。また、音楽の一部は、ペレス・プラードによって「闘牛士のマンボ」として編曲された。
また、出演者の一人であるリタ・ヘイワースにとっては、本作が初めてのカラー映画出演作である。

## ストーリー
フワン（タイロン・パワー）は、貧しい靴屋の息子から修行を積み、スペイン随一の闘牛士になった。ある日彼は、闘牛を観戦に来た美しい有閑マダム、ドーニャ・ソル（リタ・ヘイワース）に激しく誘惑された挙句、マダムの色香に酔いしれて、彼女との情事に溺れていく。その一方で、彼は幼馴染の妻カルメン（リンダ・ダーネル）との真実の愛を見失う。暫くして、フワンは引退を決意する。

## キャスト
※括弧内は日本語吹替（初回放送：1972年7月30日 NET『日曜洋画劇場』）
- フワン・ギャラルド - タイロン・パワー（山内雅人）
- カルメン・エスピノーサ - リンダ・ダーネル（翠準子）
- ドーニャ・ソル・デス・ミューア - リタ・ヘイワース（平井道子）
- セニョーラ・アウグスティアス - アラ・ナジモヴァ： フワンの母親
- マノロ・デ・パルマ - アンソニー・クイン（小林清志）
- ガラバト - J・キャロル・ナイシュ
- エンカルナシオン - リン・バリ
- ナシオナル - ジョン・キャラダイン（千葉耕市）
- ナタリオ・クーロ - レアード・クレガー（大平透）
- ピエール・ローレン - ジョージ・リーヴス
- ラ・プルガ - エイドリアン・モリス
- パブロ - チャールズ・スティーヴンス
- 子供時代のカルメン - アン・E・トッド
- 子供時代のエンカルナシオン - コーラ・スー・コリンズ
- 子供時代のフワン - レックス・ダウニング
- 子供時代のマノロ - カレン・ジョンソン
- 子供時代のパブロ - ラリー・ハリス
- 子供時代のラ・プルガ - テッド・フライ
- 子供時代のナシオナル - スカイラー・スタンデッシュ
- 子供時代のドーニャ - ビバリー・ラフ[注釈 1]

## 映画賞受賞・ノミネーション
| 賞                 | 部門                 | 候補                                                          | 結果       |
| ------------------ | -------------------- | ------------------------------------------------------------- | ---------- |
| 第14回アカデミー賞 | 美術監督賞（カラー） | リチャード・デイ ジョセフ・C・ライト トーマス・リトル（装置） | ノミネート |
| 第14回アカデミー賞 | 撮影賞（カラー）     | アーネスト・ブラマー レイ・レナハン                           | 受賞       |